# Annet Haring
Annet Haring (Hoorn, 5 augustus 1934 – ?, 26 september 2021) was een Nederlands beeldhouwer.

## Leven en werk
Haring heeft haar opleiding aan het Instituut voor Kunstnijverheidsonderwijs in Amsterdam (Rietveldacademie) niet afgemaakt omdat abstract werk haar niet beviel. Later volgde ze nog een opleiding aan de ABK Arnhem en Giacomo Manzu in Milaan. Ze werkte zes jaar aan het Instituut voor Beeldende Expressie te Amersfoort. In de periode 1978 tot 1996 heeft ze gewoond en gewerkt in Friesland, het laatst in Ureterp. Na 11 jaar te hebben gereisd is zij sinds 2008 weer terug in Nederland.
Ze maakte onder andere de bronzen trofee die sinds 1990 jaarlijks op het Festival Vrouwenfilms (later Internationaal Filmfestival Assen) wordt uitgereikt aan een vrouw die zich verdienstelijk heeft gemaakt op het gebied van vrouw en film. In 1995 werd een grotere uitvoering hiervan door de organisatie van het festival aan de gemeente Assen aangeboden. Het werd in 2019 geplaatst bij De Nieuwe Kolk.
Haring was een aantal jaren getrouwd met Jop Goldenbeld, zij zijn de ouders van beeldend kunstenaar Marco Goldenbeld.

## Werken (selectie)
- 1979: De Kopergieter, Joure
- 1980: Kinderen aan vijver, Joure
- 1980: De Trilker, Waskemeer
- 1980: Ritskemooi, Buren (Ameland)
- 1981: Spelende kinderen, Eestrum
- 1982: Drogehamsterkoe met boer en koopman, Drogeham
- 1982: De Drie Toeristen, aan de Midstraat in Joure[4]
- 1983: Spelende kinderen, Balk
- 1984: Spelende kinderen, Buitenpost
- 1984: groepen mensen die de ziekenfondsklanten uitbeelden, aan de Harlingertrekweg in Leeuwarden
- 1986: Vrouw met duiven bij politiebureau, Harlingen
- 1986: Tryntsje muoi, Oenkerk
- 1995: Filmdoek, Assen
- 1995: De Muontsen, aan de Tsjaerddyk in Folsgare
- 1996: De nonnen fan it Nijkleaster, aan de Legedyk in Scharnegoutum
- 1996: Het haren van de zeis, Nijeberkoop

## Galerij

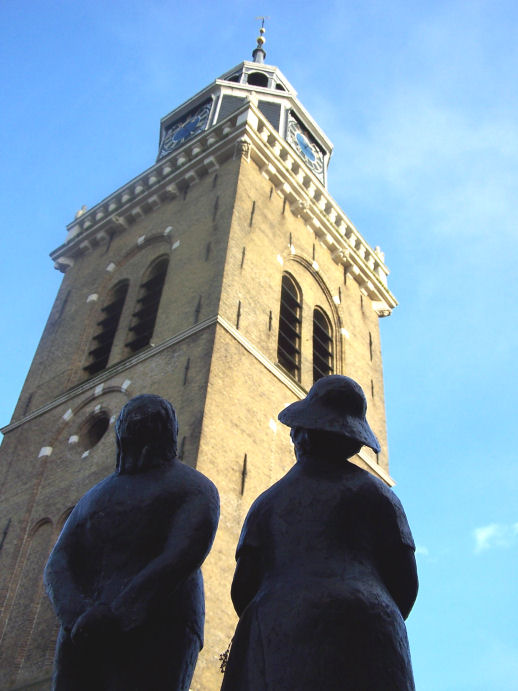
De drie toeristen (1982), Joure
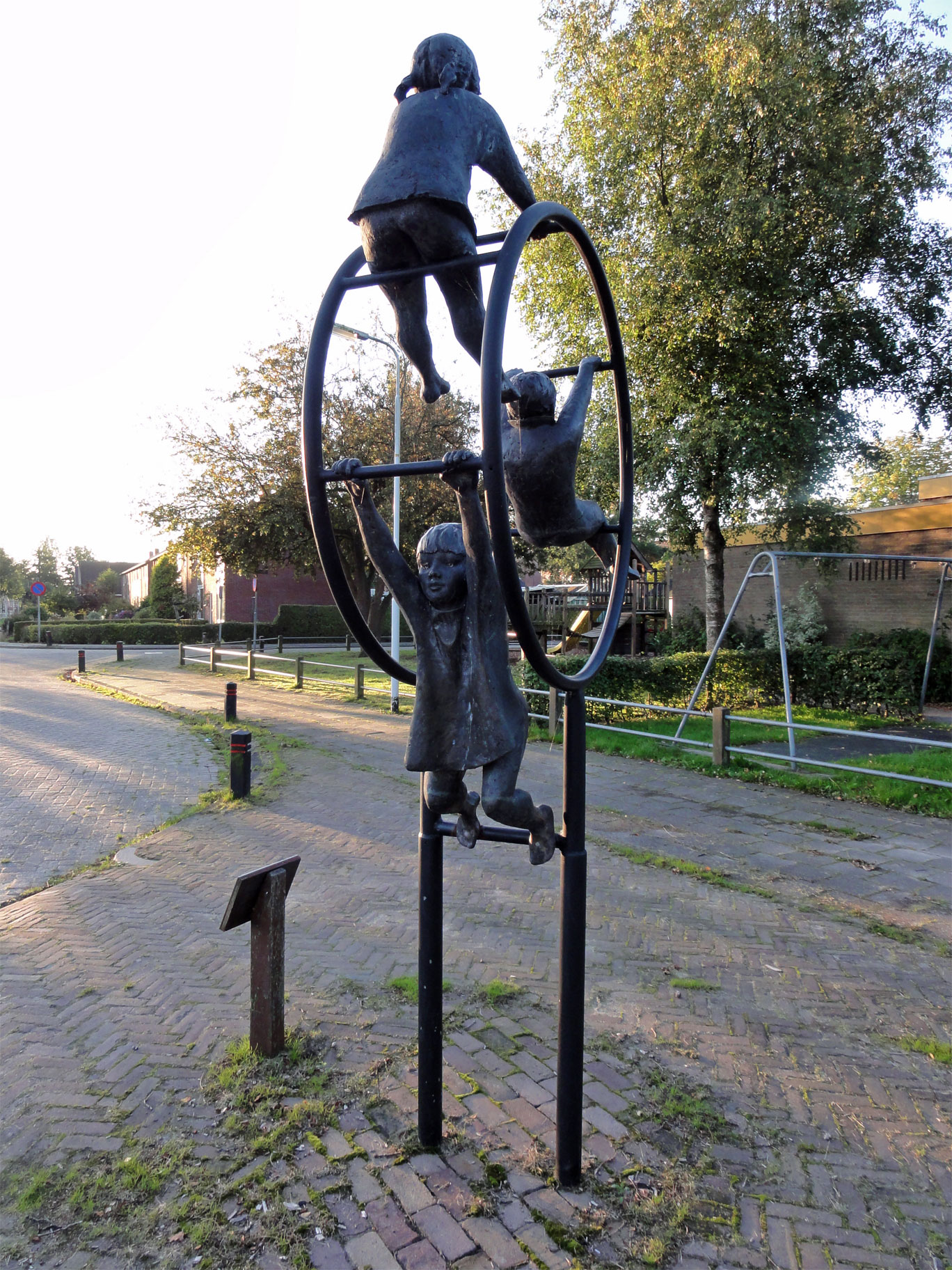
Spelende kinderen (1981), Eestrum
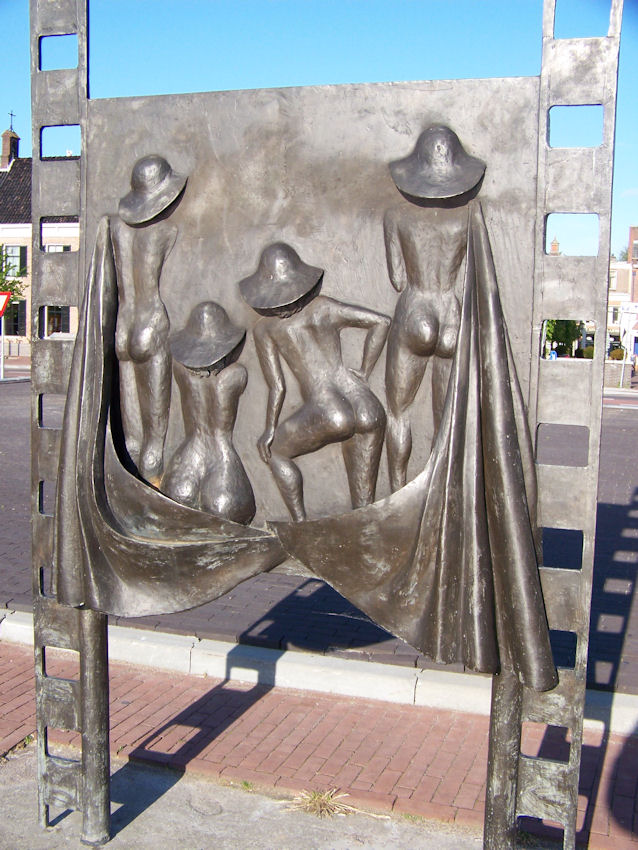
Filmdoek (1995), Assen
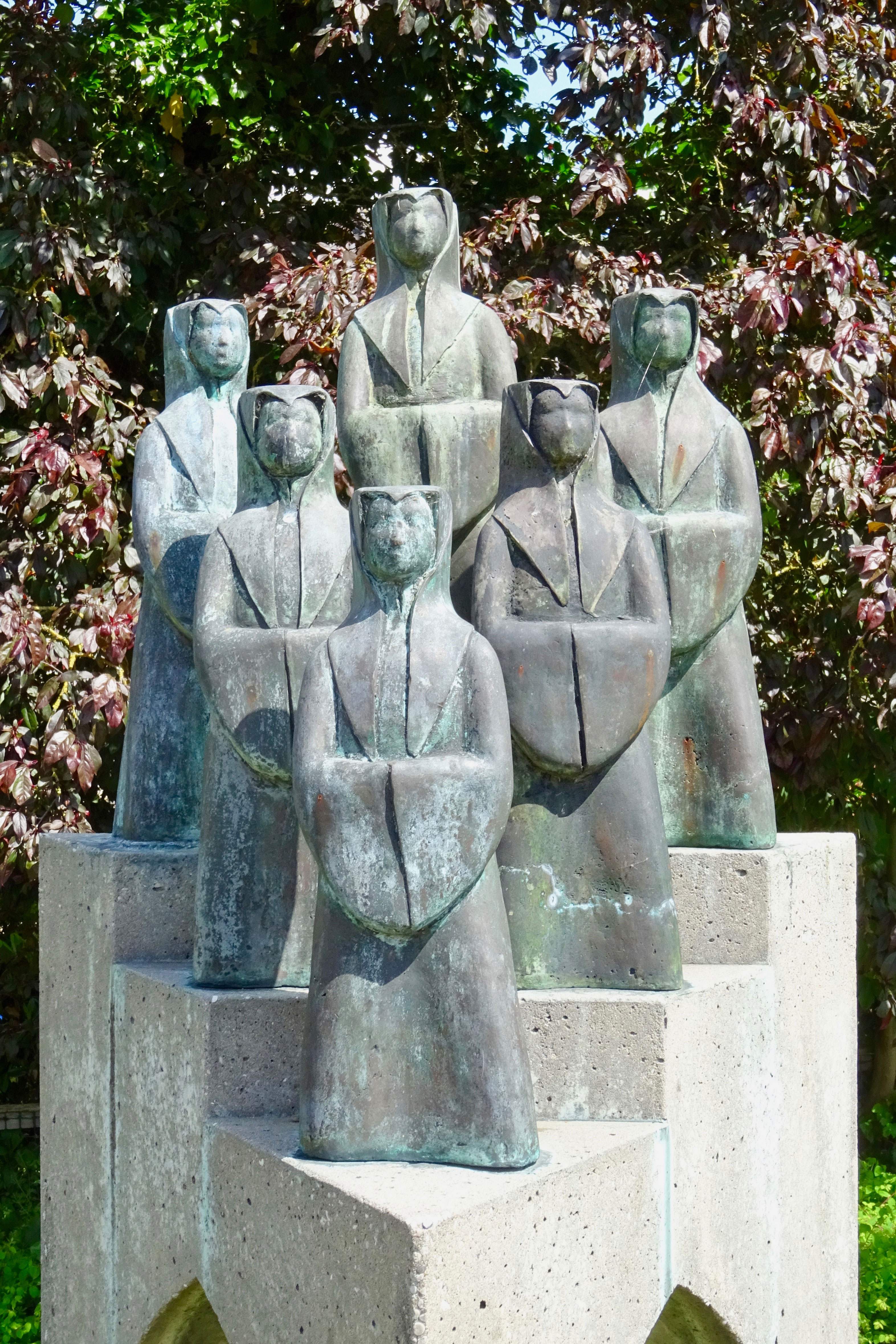
De nonnen (1996), Scharnegoutum